# 雙流向層理

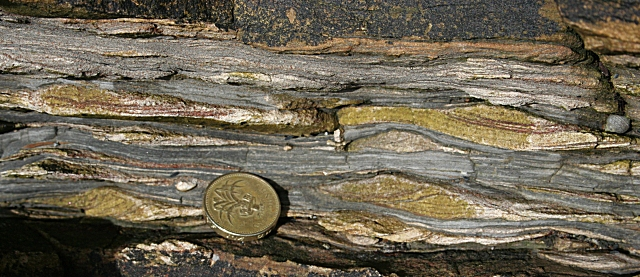
雙流向層理的垂直剖面

雙流向層理（英語：Flaser beds）是一種層理，其沉積紋理為在間歇性水流沉積環境造成的交替的沙泥層。在潮汐環境中，當水流強時，帶來的沉積物多爲砂質，並會形成沙波紋。當水流弱時，帶來的沉積物則多爲泥質，並填充在沙波紋上。雙流向層理較少在河流中形成，例如在點壩。  雙流向層理的泥質物較少，通常為次要成分。它們可以在三個小時內鞏固，保護下面的層理免受侵蝕 。雙流向層理通常在高能環境中形成，但濁流沉積中也有被報道（Rebesco，2014）。
與透鏡狀層理相比，雙流向層理以沙子為主。而透鏡狀層理主要由泥質組成的。